# قول‌های شرقی
قول‌های شرقی یا وعده‌های شرقی (به انگلیسی: Eastern Promises) فیلمی بریتانیایی ساختهٔ دیوید کراننبرگ در سال ۲۰۰۷ است. این فیلم برای ویگو مورتنسن نامزدی جایزه اسکار بهترین بازیگر نقش اول مرد را به‌دنبال داشت.

## داستان فیلم
دختری باردار در یک داروخانه دچار خونریزی شده و به بیمارستان منتقل می‌شود. مامایی با اصالت روسی به نام آنا موفق می‌شود فرزند او را به دنیا بیاورد اما مادر بچه می‌میرد. آنا دفترچه خاطرات مادر او را که به زبان روسی است، نزد خود نگه می‌دارد که شاید ردی از خانوادهٔ نوزاد پیدا کند. آنا با کمک خانواده آنرا ترجمه می‌کند و متوجه می‌شود که مادر بچه به نحوی با صاحب یک رستوران در لندن به اسم سیمون ارتباط دارد. او با وجود مخالفت مادر و دایی‌اش نزد سیمون می‌رود اما سیمون در واقع رئیس یک باند تبهکار روسی در شهر لندن است که رستوران نیز پوششی بر فعالیت‌های اوست...

## بازیگران
- ویگو مورتنسن - نیکلای
- نائومی واتس - آنا
- ونسان کسل - کریل
- آرمین مولر-اشتال - سیمون

## خشونت
در میان فیلم‌های هم‌سطح قول‌های شرقی در سال ۲۰۰۷ (نظیر سوئینی تاد، جایی برای پیرمردها نیست، خون به پا خواهد شد، گانگستر آمریکایی) قول‌های شرقی بهترین استفاده را از خشونت‌های رایج می‌کند. نظیر صحنه‌ای که داس در چشم فروکردن را نشان می‌دهد یا نیکلای دو مرد چچنی را در یک حمام می‌کشد یا صحنهٔ خالکوبی و... اما همان‌طور که دیوید کراننبرگ می‌گوید در فیلم قول‌های شرقی خبری از تفنگ نیست.